# アリッサ・シズニー
アリッサ・シズニー（英語: Alissa Czisny, 1987年6月25日 - ）は、アメリカ合衆国オハイオ州シルバニア（トレド郊外）出身の女性元フィギュアスケート選手。
2009年、2011年全米選手権優勝。2010年GPファイナル優勝。
双子の姉妹アンバー・シズニー（Amber Czisny）も全米選手権出場歴があるフィギュアスケート選手である。

## 経歴
オハイオ州シルバニアで生まれ、2歳でスケートを始めた。
2005-2006シーズン、スケートアメリカで2位、スケートカナダで初優勝を飾りグランプリファイナルに出場、6位となった。トリノオリンピック出場を賭けた全米選手権では7位となり、出場権を逃した。
2006-2007シーズン、スケートカナダおよびロシア杯では結果が残せず2年連続のグランプリファイナル出場はならなかったが、全米選手権で3位となり四大陸選手権および世界選手権の出場権を得た。四大陸選手権では5位、世界選手権では15位となった。
2007-2008シーズン、グランプリシリーズ初戦の中国杯では9位。2戦目となったNHK杯では6位に終わった。
2008-2009シーズン初戦のネーベルホルン杯では、ISUの公式記録とはならないものの、フリースケーティングで国際大会の自己ベストを上回るスコアを獲得して優勝。続くスケートカナダでも表彰台に上る。また、当初はスケートカナダのみ出場の予定だったが、ロシア杯に欠場者が出たため繰り上げで出場となり4位。2009年1月の全米選手権ではショートプログラム1位、フリースケーティング3位、総合1位で、初の全米タイトルを手にした。翌年の全米選手権では10位に終わり、バンクーバーオリンピックの出場権を逃した。
2010-2011シーズン、スケートカナダで優勝、エリック杯で3位となり、5シーズンぶりに出場したグランプリファイナルでは初優勝を果たした。
2011-2012シーズン、グランプリシリーズ初戦のスケートアメリカで優勝。エリック杯では3位となり、2年連続でグランプリファイナル進出を果たした。しかし、連覇が掛かったファイナルではショートプログラム前日の練習で左足を負傷してしまい、精彩を欠いた演技で5位に終わった。また続く全米選手権でも連覇がかかっていたが、結果は2位だった。世界選手権ではFSで5度の転倒があり22位に終わった。5月に行ったMRI検査で左股関節の負傷が見つかり、6月6日に手術を行った。4ヶ月は氷に乗れないため、グランプリシリーズの出場は最終戦のNHK杯のみとなった。その後、手術からの完全な回復を目指すためにNHK杯の出場辞退を発表した。2013年、国内大会のフォックスシティーズインビテーショナルで競技復帰をしたが、フリースケーティングの途中に左股関節を脱臼し棄権。全米選手権への出場も取り止めた。
2013-2014シーズン、全米選手権の地方予選であるイースタン・グレートレークス・リージョナル選手権に出場し優勝。最終予選であるミッドウェスタン・セクショナル選手権に進出を決めたが、大会直前に棄権とシーズン全ての試合に出場しないことを発表した。6月19日、競技生活からの引退を発表した。

## 技術
スピンに定評がある。2006年からブライアン・ボイタノとリンダ・リーヴァーにジャンプの指導を受けていた。
シズニーはジャンプおよびスピンは多くの選手とは逆の時計回りで回る選手である。好きな選手はスコット・ハミルトン。 

## 主な戦績
| 大会/年               | 2000-01 | 2001-02 | 2002-03 | 2003-04 | 2004-05 | 2005-06 | 2006-07 | 2007-08 | 2008-09 | 2009-10 | 2010-11 | 2011-12 |
| --------------------- | ------- | ------- | ------- | ------- | ------- | ------- | ------- | ------- | ------- | ------- | ------- | ------- |
| 世界選手権            |         |         |         |         |         |         | 15      |         | 11      |         | 5       | 22      |
| 四大陸選手権          |         |         |         |         |         |         | 5       |         | 9       |         | 5       |         |
| 全米選手権            | 2 J     | 11      | 10      | 12      | 7       | 7       | 3       | 9       | 1       | 10      | 1       | 2       |
| GPファイナル          |         |         |         |         |         | 6       |         |         |         |         | 1       | 5       |
| GPスケートアメリカ    |         |         |         |         | 4       | 2       |         |         |         |         |         | 1       |
| GPエリック杯          |         |         |         |         |         |         |         |         |         |         | 3       | 3       |
| GPスケートカナダ      |         |         |         |         |         | 1       | 4       |         | 3       | 2       | 1       |         |
| GPロシア杯            |         |         |         |         |         |         | 9       |         | 4       | 4       |         |         |
| GPNHK杯               |         |         |         |         |         |         |         | 6       |         |         |         |         |
| GP中国杯              |         |         |         |         |         |         |         | 9       |         |         |         |         |
| チャレンジカップ      |         |         |         |         |         |         |         |         |         |         |         | 3       |
| ネーベルホルン杯      |         |         |         |         |         |         |         |         | 1       | 1       |         |         |
| 世界Jr.選手権         |         |         |         |         | 6       | 6       |         |         |         |         |         |         |
| JGPファイナル         |         |         | 5       |         |         |         |         |         |         |         |         |         |
| JGPソフィア杯         |         |         |         | 5       |         |         |         |         |         |         |         |         |
| JGPスケートスロバキア |         |         | 2       |         |         |         |         |         |         |         |         |         |
| JGPクールシュベル     |         |         | 2       |         |         |         |         |         |         |         |         |         |

### 詳細
| 2011-2012 シーズン     |                                                         |          |          |           |
| 開催日                 | 大会名                                                  | SP       | FS       | 結果      |
| 2012年3月26日 - 4月1日 | 2012年世界フィギュアスケート選手権（ニース）            | 16 48.31 | 22 75.80 | 22 124.11 |
| 2012年3月8日 - 11日    | 2012年チャレンジカップ（ハーグ）                        | 2 59.82  | 5 92.92  | 3 152.74  |
| 2012年1月22日 - 29日   | 全米フィギュアスケート選手権（サンノゼ）                | 2 63.14  | 2 116.86 | 2 180.00  |
| 2011年12月8日 - 11日   | 2011/2012 ISUグランプリファイナル（ケベック・シティー） | 4 60.30  | 5 96.67  | 5 156.97  |
| 2011年11月18日 - 20日  | ISUグランプリシリーズ エリック・ボンパール杯（パリ）    | 3 57.25  | 1 121.90 | 3 179.15  |
| 2011年10月20日 - 23日  | ISUグランプリシリーズ スケートアメリカ（オンタリオ）    | 1 64.20  | 2 113.28 | 1 177.48  |
| 2011年10月1日          | 2011年ジャパンオープン（さいたま）                      | -        | 5 107.64 | 1 団体    |

| 2010-2011 シーズン     |                                                      |         |          |          |
| 開催日                 | 大会名                                               | SP      | FS       | 結果     |
| 2011年4月24日 - 5月1日 | 2011年世界フィギュアスケート選手権（モスクワ）       | 4 61.47 | 5 120.78 | 5 182.25 |
| 2011年2月15日 - 20日   | 2011年四大陸フィギュアスケート選手権（台北）         | 5 58.94 | 5 109.87 | 5 168.81 |
| 2011年1月23日 - 30日   | 全米フィギュアスケート選手権（グリーンズボロ）       | 2 62.50 | 1 128.74 | 1 191.24 |
| 2010年12月9日 - 12日   | 2010/2011 ISUグランプリファイナル（北京）            | 1 63.76 | 3 116.99 | 1 180.75 |
| 2010年11月26日 - 28日  | ISUグランプリシリーズ エリック・ボンパール杯（パリ） | 4 55.50 | 4 104.30 | 3 159.80 |
| 2010年10月29日 - 31日  | ISUグランプリシリーズ スケートカナダ（キングストン） | 4 55.95 | 1 116.42 | 1 172.37 |

| 2009-2010 シーズン    |                                                    |         |          |           |
| 開催日                | 大会名                                             | SP      | FS       | 結果      |
| 2010年1月14日 - 24日  | 全米フィギュアスケート選手権（スポケーン）         | 7 54.18 | 11 86.19 | 10 140.37 |
| 2009年11月19日 - 22日 | ISUグランプリシリーズ スケートカナダ（キッチナー） | 2 63.52 | 4 100.01 | 2 163.53  |
| 2009年10月22日 - 25日 | ISUグランプリシリーズ ロステレコム杯（モスクワ）   | 2 57.64 | 4 100.66 | 4 158.30  |
| 2009年9月23日 - 26日  | 2009年ネーベルホルン杯（オーベルストドルフ）       | 1 60.38 | 6 91.02  | 1 151.40  |

| 2008-2009 シーズン       |                                                      |          |          |           |
| 開催日                   | 大会名                                               | SP       | FS       | 結果      |
| 2009年3月23日 - 29日     | 2009年世界フィギュアスケート選手権（ロサンゼルス）   | 14 53.28 | 8 106.50 | 11 159.78 |
| 2009年2月2日 - 8日       | 2009年四大陸フィギュアスケート選手権（バンクーバー） | 7 55.62  | 9 104.19 | 9 159.81  |
| 2009年1月18日 - 25日     | 全米フィギュアスケート選手権（クリーブランド）       | 1 65.75  | 3 112.31 | 1 178.06  |
| 2008年11月20日 - 23日    | ISUグランプリシリーズ ロシア杯（モスクワ）           | 5 53.50  | 4 97.53  | 4 151.03  |
| 2008年10月30日 - 11月2日 | ISUグランプリシリーズ スケートカナダ（オタワ）       | 6 49.66  | 2 108.26 | 3 157.92  |
| 2008年9月125日 - 28日    | 2008年ネーベルホルン杯（オーベルストドルフ）         | 1 56.55  | 1 111.73 | 1 168.28  |

| 2007-2008 シーズン       |                                              |         |          |          |
| 開催日                   | 大会名                                       | SP      | FS       | 結果     |
| 2008年1月20日 - 27日     | 全米フィギュアスケート選手権（セントポール） | 9 50.58 | 9 95.80  | 9 146.38 |
| 2007年11月29日 - 12月2日 | ISUグランプリシリーズ NHK杯（仙台）          | 4 58.24 | 6 86.08  | 6 144.32 |
| 2007年11月7日 - 11日     | ISUグランプリシリーズ 中国杯（ハルビン）     | 5 51.08 | 11 69.35 | 9 120.43 |

| 2006-2007 シーズン    |                                                              |          |          |           |
| 開催日                | 大会名                                                       | SP       | FS       | 結果      |
| 2007年3月19日 - 25日  | 2007年世界フィギュアスケート選手権（東京）                   | 18 49.43 | 12 98.31 | 15 147.74 |
| 2007年2月5日 - 11日   | 2007年四大陸フィギュアスケート選手権（コロラドスプリングス） | 4 54.64  | 6 99.39  | 5 154.03  |
| 2007年1月21日 - 28日  | 全米フィギュアスケート選手権（スポケーン）                   | 5 58.15  | 1 119.59 | 1 177.74  |
| 2006年11月23日 - 26日 | ISUグランプリシリーズ ロシア杯（モスクワ）                   | 8 44.98  | 10 76.23 | 9 121.21  |
| 2006年11月2日 - 5日   | ISUグランプリシリーズ スケートカナダ（ビクトリア）           | 4 56.12  | 3 107.57 | 4 163.69  |

| 2005-2006 シーズン  |                                                                  |         |         |          |          |
| 開催日              | 大会名                                                           | 予選    | SP      | FS       | 結果     |
| 2006年5月14日-日    | 2006年ジャパンオープン（さいたま）                               | -       | -       | -        | 2 団体   |
| 2006年3月6日-12日   | 2006年世界ジュニアフィギュアスケート選手権（リュブリャナ）       | 3 83.40 | 4 50.36 | 11 73.82 | 6 124.18 |
| 2006年1月7日-15日   | 全米フィギュアスケート選手権（セントルイス）                     | -       | 5 54.51 | 7 95.00  | 7 149.51 |
| 2005年12月16日-18日 | 2005/2006 ISUグランプリファイナル（東京）                        | -       | 6 48.26 | 6 92.64  | 6 140.90 |
| 2005年10月27日-30日 | ISUグランプリシリーズ スケートカナダ（セントジョンズ）           | -       | 1 58.54 | 1 109.78 | 1 168.32 |
| 2005年10月20日-23日 | ISUグランプリシリーズ スケートアメリカ（アトランティックシティ） | -       | 3 52.82 | 1 106.48 | 2 159.30 |
| 2005年9月22日-25日  | 2005年オンドレイネペラメモリアル（ブラチスラヴァ）               | -       | 2 49.06 | 1 91.04  | 2 140.10 |

| 2004-2005 シーズン   |                                                          |         |         |         |          |
| 開催日               | 大会名                                                   | 予選    | SP      | FS      | 結果     |
| 2005年2月28日-3月6日 | 2005年世界ジュニアフィギュアスケート選手権（キッチナー） | 8 69.26 | 2 52.91 | 8 84.08 | 6 136.99 |
| 2005年1月9日-16日    | 全米フィギュアスケート選手権（ポートランド）             | -       | 8       | 7       | 7        |
| 2004年10月21日-24日  | ISUグランプリシリーズ スケートアメリカ（ピッツバーグ）   | -       | 3 50.20 | 4 91.16 | 4 141.36 |
| 2004年9月2日-4日     | 2004年ネーベルホルン杯（オーベルストドルフ）             | -       | 4 44.64 | 4 79.39 | 4 124.03 |

| 2003-2004 シーズン   |                                              |    |    |      |
| 開催日               | 大会名                                       | SP | FS | 結果 |
| 2004年1月3日 - 11日  | 全米フィギュアスケート選手権（アトランタ）   | 8  | 15 | 12   |
| 2003年9月11日 - 13日 | ISUジュニアグランプリ ソフィア杯（ソフィア） | 6  | 5  | 5    |

| 2002-2003 シーズン    |                                                            |    |    |      |
| 開催日                | 大会名                                                     | SP | FS | 結果 |
| 2003年1月12日 - 19日  | 全米フィギュアスケート選手権（ダラス）                     | 14 | 9  | 10   |
| 2002年12月12日 - 15日 | 2002/2003 ISUジュニアグランプリファイナル（ハーグ）        | 4  | 5  | 5    |
| 2002年10月3日 - 6日   | ISUジュニアグランプリ スケートスロバキア（ブラチスラヴァ） | 6  | 1  | 2    |
| 2002年8月21日 - 25日  | ISUジュニアグランプリ クールシュヴェル（クールシュヴェル） | 2  | 2  | 2    |

| 2001-2002 シーズン  |                                              |    |    |      |
| 開催日              | 大会名                                       | SP | FS | 結果 |
| 2002年1月6日 - 13日 | 全米フィギュアスケート選手権（ロサンゼルス） | 11 | 11 | 11   |

| 2000-2001 シーズン   |                                                           |    |    |      |
| 開催日               | 大会名                                                    | SP | FS | 結果 |
| 2001年4月18日 - 22日 | 2001年トリグラフトロフィー ジュニアクラス（イェセニツェ） | 2  | 1  | 1    |
| 2001年1月14日 - 21日 | 全米フィギュアスケート選手権 ジュニアクラス（ボストン）   | 5  | 1  | 2    |

## プログラム使用曲
| シーズン  | SP | FS | EX |
| --------- | --- | --- | --- |
| 2013-2014 | コンソレーション第3曲 作曲：フランツ・リスト 振付：佐藤有香                                                                  | 映画『風と共に去りぬ』より 作曲：マックス・スタイナー 演奏：リチャード・クレイダーマン 振付：マリナ・ズエワ | 映画『きみに読む物語』より 作曲：アーロン・ジグマン |
| 2012-2013 | ラ・ヴィ・アン・ローズ 編曲：ジョン・ウィリアムズ 振付：パスカーレ・カメレンゴ、佐藤有香                                     | 映画『風と共に去りぬ』より 作曲：マックス・スタイナー 演奏：リチャード・クレイダーマン 振付：マリナ・ズエワ | |
| 2011-2012 | ラ・ヴィ・アン・ローズ 編曲：ジョン・ウィリアムズ 振付：パスカーレ・カメレンゴ、佐藤有香                                     | 悲しきワルツ 作曲：ジャン・シベリウス 振付：パスカーレ・カメレンゴ                                          | ムーン・リバー ボーカル：オードリー・ヘプバーンDancing with Myself 曲：ヌーヴェル・ヴァーグ |
| 2010-2011 | ヴァイオリン協奏曲第2楽章ロマンス 作曲：エーリヒ・ヴォルフガング・コルンゴルト 振付：レネー・ロカ                            | February Sea Ocean Waves 作曲：ジョージ・ウィンストン 振付：パスカーレ・カメレンゴ                          | ユール・ネヴァー・ウォーク・アローン 作曲：リチャード・ロジャーズ ボーカル：バーブラ・ストライサンド 振付：佐藤有香I like the way you move by BodyrockersDancing with Myself 曲：ヌーヴェル・ヴァーグ |
| 2009-2010 | 映画『マスク・オブ・ゾロ』サウンドトラックより 映画『レジェンド・オブ・ゾロ』サウンドトラックより 作曲：ジェームズ・ホーナー | 映画『ドクトル・ジバゴ』サウンドトラックより 作曲：モーリス・ジャール                                       | 明日に架ける橋 曲：サイモン&ガーファンクルユール・ネヴァー・ウォーク・アローン 作曲：リチャード・ロジャーズ ボーカル：バーブラ・ストライサンド                                                        |
| 2008-2009 | 白鳥 作曲：カミーユ・サン＝サーンス                                                                                          | 映画『ドクトル・ジバゴ』サウンドトラックより 作曲：モーリス・ジャール                                       | 明日に架ける橋 曲：サイモン&ガーファンクルミュージカル『ラ・マンチャの男』より 作曲：ミッチ・リイ |
| 2007-2008 | 白鳥 作曲：カミーユ・サン＝サーンス                                                                                          | ミュージカル『ウエストサイド物語』より 作曲：レナード・バーンスタイン                                       | |
| 2006-2007 | Prelude and Quadukka-I-Mayas 作曲：ジェシー・クック 演奏：the Hamzy Egyptian Strings Ensemble                                | 映画『サブリナ』サウンドトラックより 作曲：ジョン・ウィリアムズ                                             | ミュージカル『ラ・マンチャの男』より 作曲：ミッチ・リイ |
| 2005-2006 | Prelude and Quadukka-I-Mayas 作曲：ジェシー・クック 演奏：the Hamzy Egyptian Strings Ensemble                                | バレエ『ラ・バヤデール』より 作曲：レオン・ミンクス                                                         | Someone Like You ボーカル：リンダ・エダー |
| 2004-2005 | 映画『ミッション』サウンドトラックより 作曲：エンニオ・モリコーネ                                                            | バレエ『白鳥の湖』より 作曲：ピョートル・チャイコフスキー                                                   | ある晴れた日に 歌劇『蝶々夫人』より 作曲：ジャコモ・プッチーニ ボーカル：オペラ・ベイブズ |
| 2003-2004 | 映画『ミッション』サウンドトラックより 作曲：エンニオ・モリコーネ                                                            | バレエ『白鳥の湖』より 作曲：ピョートル・チャイコフスキー                                                   | ある晴れた日に 歌劇『蝶々夫人』より 作曲：ジャコモ・プッチーニ ボーカル：オペラ・ベイブズ |
| 2002-2003 | 夜明けの翼 作曲：ティム・ジャニス                                                                                            | パガニーニの主題による狂詩曲 作曲：セルゲイ・ラフマニノフ                                                   | 映画『ロミオとジュリエット』サウンドトラックより 作曲：ニーノ・ロータ 演奏：アンドレ・リュウ |
| 2001-2002 | 夜明けの翼 作曲：ティム・ジャニス                                                                                            | パガニーニの主題による狂詩曲 作曲：セルゲイ・ラフマニノフ                                                   | 映画『ロミオとジュリエット』サウンドトラックより 作曲：ニーノ・ロータ 演奏：アンドレ・リュウ |
| 2000-2001 | 月光 作曲：ルートヴィヒ・ヴァン・ベートーヴェン                                                                              | 歌劇『ファウスト』より 作曲：シャルル・グノー                                                               | |